# 공명의 갈림길 (드라마)
《공명의 갈림길》(일본어: 功名が辻 고우묘우가츠지[*])은 2006년 1월 8일부터 2006년 12월 10일까지 방영된, NHK 방송사의 45번째 대하드라마이다. 원작자는 시바 료타로이며 각본은 오이시 시즈카가 담당하고, 주연은 나카마 유키에, 가미카와 다카야가 맡았다. 최고 시청률은 24.4%, 평균 시청률은 20.9%이다.

## 줄거리
1560년 오와리 영내에서 어느 낭인(야마우치 가즈토요)이 소녀 치요를 구한다. 치요는 부모를 전쟁으로 잃었고, 가즈토요는 이와쿠라 오다가의 가로(家老)였던 아버지를 오다 노부나가의 공격으로 잃었다. 가즈토요는 가신인 고토 기치베와 소후에 신에몬과 함께 오다 노부나가의 목숨을 노리고 오와리에서 방랑한다. 그 후 치요는 미노의 이모집으로 떠나고, 가즈토요는 오다 노부나가의 밑에서 일하는 기노시타 도키치로(후의 도요토미 히데요시)의 부하가 된다. 미노전쟁 이후 두 사람은 다시 만나서 일국일성(一國一城)의 꿈을 가지고 전국시대의 세상을 헤쳐 나가게 된다.

## 작품의 개요
원작소설은 《공명의 갈림길(功名が辻)》로서 1960년대 초에 시바 료타로가 집필하였다. 이 작품은 시바 료타로 원작의 6번째 드라마이다. 또한 이 소설은 1973년 대하드라마 《나라도둑 이야기(国盗り物語)》에서도 부분적으로 차용된 바가 있다. 전국시대 후반을 배경으로 한 것으로는 이 작품이 2002년에 방영된 《도시이에와 마쓰》의 다음에 해당한다. 나카마 유키에는 2000년 대하드라마에 처음 출연한 이래로 세 번째로 출연했고, 가미카와 다카야는 1997년 《모리 모토나리》에 출연한 이후 두 번째로 출연하였다. 각본은 오이시 시즈카가 담당하였는데, 대하드라마의 각본을 처음 집필하였다.
오프닝의 자막은 가로쓰기로 표시되었고, 배경의 영상은 이례적으로 컴퓨터 그래픽 기법이 사용되었다. 주제곡은 NHK 교향악단에 의하여 연주되었는데, 컴퓨터에 의하여 생성된 리듬이 가미되어 약동감이 있는 곡이 되었다.
주인공인 치요는 이 작품에서 반전사상(反戰思想)을 가지고 출세나 금전에 집착하지 않고 부부애를 가지고 남편을 받드는 여성으로 묘사되었다. 주인공의 부부관계나 전국시대후반을 배경으로 한 점은 《도시이에와 마쓰》와 공통된 소재이기도 하다. 그래서 이 작품은 《도시이에와 마쓰》와 자주 비교된다. 참고로, 《도시이에와 마쓰》에서 마에다 도시이에의 역을 맡은 가라사와 도시아키가 이 작품에서 똑같은 역을 맡아 제39회에 출연하였다. 그리고 《신센구미!》의 각본을 담당한 미타니 고키가 아시카가 요시유키의 역을 맡아서 화제가 되기도 하였다.

## 등장 인물

### 주요 인물
- 치요 : 나카마 유키에 (소녀시절: 나가이 안즈)

(치요 → 켄쇼인(見性院))
- 야마우치 카즈토요: 카미카와 타카야

#### 카즈토요 부부의 가족
- 호슈니: 사쿠마 요시코
- 야마우치 야스토요: 타마키 히로시
- 후와 이치노조: 쓰가와 마사히코
- 기누: 다키가와 유미
- 요네: 모리사코 에이
- 쇼난: 미우라 하루마

### 야마우치 가문의 가신

#### 고토 가문・소후에 가문
- 고토 기치베: 다케다 데쓰야
- 고토 기치죠: 오구라 히사히로
- 소후에 신에몬: 마에다 긴
- 소후에 신이치로: 하마다 마나부

### 카즈토요 부부와 깊이 관련된 닌자
- 로쿠헤이타: 가가와 데루유키
- 고린: 나가사와 마사미

### 호리오 가문・나카무라 가문
- 호리오 요시하루: 나마세 카츠히사
- 이토: 미하라 준코
- 나카무라 가즈우지: 타무라 아츠시
- 토시: 오토하

### 오다 가문
- 오다 노부나가: 다치 히로시
- 이치: 다이치 마오
- 노 : 와쿠이 에미

(기초 → 노)
- 오다 노부타카: 이이누마 세이지
- 오다 노부카츠: 오시바 하야토
- 오다 나가마스: 앙드레
- 오다 노부유키: 하시모토 히로키

#### 오다 가문의 가신
- 시바타 가쓰이에: 가쓰노 히로시
- 니와 나가히데: 나타카 다쓰오
- 하야시 미치카쓰: 가리야 슌스케
- 사쿠마 노부모리: 니와라기 도타

### 아케치 가문
- 아케치 미쓰히데: 반도 미쓰고로

### 도요토미 가문
- 도요토미 히데요시: 에모토 아키라
- 고다이인 (네네 → 기타노 만도코로 → 고다이인): 아사노 유코
- 요도 (챠챠 → 요도): 나가사쿠 히로미 (소녀시절: 노구치 마오)
- 도요토미 히데쓰구: 나리미야 히로키
- 아사히: 마쓰모토 아키코
- 나카 (나카 → 오만도코로): 스가이 긴
- 소에다 진베: 노구치 고로
- 도요토미 히데나가: 하루타 준이치

#### 도요토미 가문의 가신
- 다케나카 한베: 츠츠이 미치타카
- 구로다 간베: 사이토 요스케
- 이시다 미쓰나리: 나카무라 하시노스케
- 마에노 쇼에몬: 이시쿠라 사부로
- 하치스카 고로쿠: 다카야마 요시히로
- 마에노 가게사다: 세가와 료
- 후쿠시마 마사노리: 아라시 히로나리
- 마에다 도시이에: 가라사와 도시아키

#### 시녀들
- 오오쿠라쿄노 츠보네 - 야마무라 미키
- 고조스 - 코즈 하즈키

### 도쿠가와 가문
- 도쿠가와 이에야스: 니시다 도시유키
- 도쿠가와 히데타다 (나가마루 → 도쿠가와 히데타다): 나카무라 바이쟈쿠

#### 도쿠가와 가문의 가신
- 혼다 사쿠자에몬(혼다 시게쓰구): 다나카 겐
- 이이 나오마사: 사사이 에이스케
- 사카키바라 야스마사: 가와노 다로

### 다이묘・무장들

#### 호소카와 가문
- 호소카와 유사이(호소카와 후지타카) (호소카와 유사이 → 호소카와 후지타카): 곤도 마사오미
- 가라샤 (다마 → 가라샤): 하세가와 교코(소녀시절: 이마이즈미 노노카)
- 오가사와라 쇼사이: 시마다 규사쿠
- 호소카와 다다오키: 이노 마나부

#### 이마가와 가문
- 이마가와 요시모토: 에모리 토오루

#### 사이토 가문
- 사이토 타츠오키: 구도 가즈마

#### 아자이 가문
- 아자이 나가마사: 에노키 다카아키
- 아자이 히사마사: 야마모토 게이

#### 아시카가 쇼군 가문
- 아시카가 요시아키 - 미타니 코키

- 아시카가 요시테루 - 야마구치 요시유키

#### 모리 가문
- 모리 데루모토 - 츠카야마 마사네
- 고바야카와 히데아키 - 사카모토 히로유키
- 깃카와 히로이에 - 모로 모로오카
- 안코쿠지 에케이 - 아카보시 쇼이치로
- 히라오카 이와미노카미 - 야마다 메이쿄
- 시미즈 무네하루 - 키노시타 히로유키

#### 그 외 다이묘・무장
- 마츠나가 단죠 히사히데 - 시나가와 토오루

### 이치료구소쿠(一領具足, 일령구족)
- 오쿠미야 야스케 - 와타나베 테츠
- 오쿠미야의 딸 - 키무라 후미노

### 그 외 사람들
- 고요제이 천황 - 에모토 토키오

## 제작진
- 원작: 시바 료타로
- 각본: 오이시 시즈카
- 음악: 고로쿠 레이지로
- 주제음악연주: NHK 교향악단
- 오프닝 영상: 히시카와 세이이치
- 제자(題字): 단쿄코
- 해설: 미야케 다미오(NHK 아나운서)
- 시대고증: 오와다 데쓰오
- 민속고증: 후타키 겐이치
- 건축고증: 히라이 기요시
- 의상고증: 고이즈미 기요코
- 무술지도: 하야시 구니시로(단역출연도 겸함)
- 다도지도: 스즈키 소타쿠(센 리큐역도 맡음)
- 서예지도: 모치즈키 교운
- 일본국악지도: 기요모토 에이키치
- 촬영협조: 시가현 다카시마시, 야스시, 고카시, 히가시오미시, 히노쵸, 고치현 고치시, 야마나시현 후지요시다시, 고부치사와쵸(현재는 호쿠토 시), 호쿠토시, 이바라키현 하타치오미야 시, 다카하기시, 미쓰카이도 시(현재는 조소시), 이시오카시, 이나마치(현재는 쓰쿠바미라이시), 기후현 기후시, 후쿠이현 쓰루가시, 교토부 교토시 등
- 제작총괄: 다이카 아키마사
- 제작: 무야마 고이치, 야마모토 도시히코, 구루베 게이
- 연출: 오자키 미쓰노부, 가토 다쿠, 나기카와 요시로, 구보타 미쓰루, 가지와라 도키, 오하라 다쿠

## 방영일정과 시청률
- 제1회와 최종회는 1시간 확대 방송.
- 한국방영: 채널J(2007년 이후)

| 회수                                                               | 방영날짜  | 부제                       | 연출            | 기행                                                                            | 시청률 |
| ------------------------------------------------------------------ | --------- | -------------------------- | --------------- | ------------------------------------------------------------------------------- | ------ |
| 제1회                                                              | 1월 8일   | 오케하자마                 | 오자키 미쓰노부 | 고치성(고치현 고치시)                                                           | 19.8%  |
| 제2회                                                              | 1월 15일  | 이별의 강                  | 오자키 미쓰노부 | 야마우치 가즈토요 어머니의 묘(시가현 마이바라시)                                | 22.7%  |
| 제3회                                                              | 1월 22일  | 운명의 재회                | 가토 다쿠       | 구조하치만 성(기후현 구조시)                                                    | 22.6%  |
| 제4회                                                              | 1월 29일  | 화염속의 포옹              | 오자키 미쓰노부 | 이와쿠라 성터(아이치현 이와쿠라시) 구로다 성(아이치 현 이치노미야시)            | 22.0%  |
| 제5회                                                              | 2월 5일   | 신부의 맹세                | 오자키 미쓰노부 | 기후성(기후 현 기후시)                                                          | 21.5%  |
| 제6회                                                              | 2월 12일  | 야마우치 가의 깃발을 들라  | 가토 다쿠       | 아케치 성터(기후현 가니시) 아케치 미츠히데 공양탑(기후 현 에나시)               | 21.8%  |
| 제7회                                                              | 2월 19일  | 아내의 각오                | 가토 다쿠       | 간온지 산성터(시가 현 아즈치정)                                                 | 21.9%  |
| 제8회                                                              | 2월 26일  | 결사(結死)의 공명          | 오자키 미쓰노부 | 가나가사키 성(후쿠이현 쓰루가시)                                                | 20.8%  |
| 제9회                                                              | 3월 5일   | 최초의 외도                | 오자키 미쓰노부 | 고쇼 사(시가 현 다카시마시)                                                     | 20.3%  |
| 제10회                                                             | 3월 12일  | 전쟁터에서 사라진 남편     | 가토 다쿠       | 아네가와 전장(시가 현 나가하마시)                                               | 20.5%  |
| 제11회                                                             | 3월 19일  | 불법(佛法)의 적            | 가토 다쿠       | 히요시타이샤(시가 현 오쓰시)                                                    | 21.3%  |
| 제12회                                                             | 3월 26일  | 신켄의 그림자              | 나기카와 요시로 | 구 니조 성터(교토부 교토시) 마키시마 성터(교토 부 우지시)                       | 17.2%  |
| 제13회                                                             | 4월 2일   | 오다니 함락                | 오자키 미쓰노부 | 오다니 성터(시가 현 고호쿠정) 가즈토요 최초의 영지(領地)(도라히메정)            | 20.1%  |
| 제14회                                                             | 4월 9일   | 제일의 출세                | 가토 다쿠       | 나가하마성(시가 현 나가하마시)                                                  | 20.9%  |
| 제15회                                                             | 4월 16일  | 아내 대 여인               | 나기카와 요시로 | 아키 산성(고치 현 아키시)                                                       | 21.7%  |
| 제16회                                                             | 4월 23일  | 나가시노의 비극            | 오자키 미쓰노부 | 나가시노 전장(아이치현 신시로시)                                                | 20.8%  |
| 제17회                                                             | 4월 30일  | 새로 얻은 목숨             | 가토 다쿠       | 이와오 산(소쿠쇼 사)(시가 현 고카시)                                            | 20.8%  |
| 제18회                                                             | 5월 7일   | 히데요시의 모반            | 구보타 미쓰루   | 초고손시 사(나라현 헤구리정) 다루마 사(나라 현 오지정)                          | 19.8%  |
| 제19회                                                             | 5월 14일  | 마왕 노부나가              | 나기카와 요시로 | 아리오카 성터(효고현 이타미시)                                                  | 20.6%  |
| 제20회                                                             | 5월 21일  | 길잃은 사람                | 가토 다쿠       | 미키 성(효고 현 미키시)                                                         | 20.9%  |
| 제21회                                                             | 5월 28일  | 운명의 말[馬]              | 나기카와 요시로 | 시가 현 기노모토 정                                                             | 20.4%  |
| 제22회                                                             | 6월 4일   | 미쓰히데의 몰락            | 오자키 미쓰노부 | 아타고 신사(교토 시 우쿄구)                                                     | 21.2%  |
| 제23회                                                             | 6월 11일  | 혼노 사                    | 오자키 미쓰노부 | 혼노 사(교토시 나카교구)                                                        | 24.1%  |
| 제24회                                                             | 6월 18일  | 나비의 꿈                  | 나기카와 요시로 | 미야즈 성(교토 부 미야즈 시) 호소카와 다다오키 부인의 은거지(교토 부 교탄고 시) | 21.1%  |
| 제25회                                                             | 6월 25일  | 기치베의 사랑              | 구보타 미쓰루   | 다이도쿠 사 소켄인(교토 시 기타 구)                                             | 21.9%  |
| 제26회                                                             | 7월 2일   | 공명의 깃발                | 가토 다쿠       | 가메야마 성(미에현 가메야마시)                                                  | 20.2%  |
| 제27회                                                             | 7월 9일   | 함락되는 성의 모녀         | 오자키 미쓰노부 | 시바타 신사(후쿠이현 후쿠이시)                                                  | 21.1%  |
| 제28회                                                             | 7월 16일  | 출세로부터의 탈락          | 가지와라 도키   | 야마자키 성터(교토 부 오야마자키정)                                             | 20.9%  |
| 제29회                                                             | 7월 23일  | 이에야스를 두려워해야 한다 | 가토 다쿠       | 이누야마성(아이치 현 이누야마시) 고마키 산(아이치 현 고마키시)                  | 22.9%  |
| 제30회                                                             | 7월 30일  | 한 성의 주인               | 나기카와 요시로 | 하치만보리(시가 현 오미하치만시)                                                | 20.5%  |
| 제31회                                                             | 8월 6일   | 이 세상의 슬픔             | 오이시 다쿠     | 난반 사지(寺址)(교토 시 나카교 구)                                              | 20.7%  |
| 제32회                                                             | 8월 13일  | 이에야스의 신부            | 가지와라 도키   | 렌게 사(아이치 현 미와정)                                                       | 19.7%  |
| 제33회                                                             | 8월 20일  | 어머니의 유언              | 오자키 미쓰노부 | 이시다 미쓰나리 저택 유적(나가하마 시) 간논 사(마이바라 시)                     | 18.7%  |
| 제34회                                                             | 8월 27일  | 주라쿠 저택 행차           | 오하라 다쿠     | 주라쿠 다이 유적(교토 시 가미교구)                                              | 17.3%  |
| 제35회                                                             | 9월 3일   | 호죠 공격                  | 가토 다쿠       | 오다와라성 천수각(가나가와현 오다와라시)                                        | 19.7%  |
| 제36회                                                             | 9월 10일  | 도요토미의 아들            | 가지와라 도키   | 가케가와 성(시즈오카현 가케가와시)                                              | 20.8%  |
| 제37회                                                             | 9월 17일  | 태합 대 관백               | 구보타 미쓰루   | 묘쿄 사(요도 고성 유적)                                                         | 20.6%  |
| 제38회                                                             | 9월 24일  | 관백 할복하다              | 구보타 미쓰루   | 즈이센 사(교토 시 나카교 구)                                                    | 19.6%  |
| 제39회                                                             | 10월 1일  | 히데요시 사망              | 나기카와 요시로 | 오사카성 천수각(오사키시 주오구)                                                | 24.4%  |
| 제40회                                                             | 10월 8일  | 미쓰나리 암살              | 나기카와 요시로 | 핫켄샤(아이치 현 오구치정) 사이단 교 유적(나고야시 아쓰타구)                    | 19.0%  |
| 제41회                                                             | 10월 15일 | 대란의 예감                | 가토 다쿠       | 구엔 사(시즈오카 현 가케가와 시)                                                | 22.4%  |
| 제42회                                                             | 10월 22일 | 가라샤의 넋                | 가토 다쿠       | 엣추 우물(오사카 시 추오 구) 소젠 사(오사카 시 히가시요도가와구)                | 21.3%  |
| 제43회                                                             | 10월 29일 | 결전으로                   | 오자키 미쓰노부 | 스가 신사(도치기현 오야마시) 호조 사(이바라키현 고가시)                         | 19.7%  |
| 제44회                                                             | 11월 5일  | 세키가하라                 | 오자키 미쓰노부 | 세키가하라 전장(기후 현 세키가하라정)                                           | 20.8%  |
| 제45회                                                             | 11월 12일 | 미쓰나리 죽는다고 해도     | 나기카와 요시로 | 소안 사(시가 현 히코네시) 홋케 사지(寺址)(시가 현 기노모토정)                   | 21.1%  |
| 제46회                                                             | 11월 19일 | 도사 이십만 석             | 나기카와 요시로 | 우라도 성터(고치 현 고치 시)                                                    | 19.1%  |
| 제47회                                                             | 11월 26일 | 타네자키하마의 비극        | 가토 다쿠       | 나카무라 성터(고치 현 시만토시)                                                 | 20.8%  |
| 제48회                                                             | 12월 3일  | 공명의 끝                  | 가토 다쿠       | 고치 성(고치 현 고치 시)                                                        | 23.8%  |
| 제49회 (최종회)                                                    | 12월 10일 | 영원한 부부                | 오자키 미쓰노부 | 묘신 사 다이츠인(교토 시 우쿄 구)                                               | 23.4%  |
| 평균 시청률: 20.9% (시청률은 간토 지방 비디오 리서치사에서 조사함) |           |                            |                 |                                                                                 |        |